# 근 (수학)
수학에서, 방정식의 근(根, 영어: root) 또는 해(解)는 방정식이 참이 되도록 하는 미지수의 값이다. 예를 들어, 방정식 {\displaystyle x^{2}-1=0}의 근은 {\displaystyle x=1}과 {\displaystyle x=-1}이다.
함수의 근, 해 또는 영점(零點, 영어: zero)은 함숫값이 0이 되도록 하는 정의역의 원소의 값이다. 즉, 함수
{\displaystyle f(x)}의 근은 방정식 {\displaystyle f(x)=0}의 근이다.
함수의 그래프의 관점에서 보면, 실함수 {\displaystyle y=f(x)}의 그래프가 {\displaystyle x}축과 만나는 점의 {\displaystyle x}좌표가 함수의 근이 된다. 예를 들어 일차 함수 {\displaystyle f(x)=x+9}에 대해, {\displaystyle f(-9)=0}이므로 {\displaystyle x=-9}는 이 함수의 근이다. 그리고 이 값이 함수의 그래프가 {\displaystyle x}축과 만나는 점의 {\displaystyle x}좌표이다.

## 근의 구성
모든 홀수 차수 실계수 다항식들은 적어도 하나의 실수인 근을 가진다. 짝수 차수 다항식의 경우 반드시 실수인 근을 가지는 것은 아니지만, 대수학의 기본 정리에 따르면 모든 n차 다항식은 중근을 포함해서 n개의 복소수 근을 가진다. 실계수 다항식의 근이 실수가 아닌 경우 그 켤레복소수 또한 그 다항식의 근이다.
어떤 방정식이 {\displaystyle 0x=0}의 꼴로 나타내어지면 근의 개수가 무한해지므로 이 경우를 부정(不定)이라고 한다. 반대로, 방정식이 {\displaystyle 0x=a}(a≠0)의 꼴로 나타내어진다면 근이 존재하지 않게 되므로 이 경우를 불능(不能)이라고 한다.

## 근의 공식
1차부터 4차까지의 다항방정식은 사칙 연산과 제곱근만 쓰는 일반화된 식으로 근을 표현할 수 있는데, 이를 근의 공식이라 하며 특히 이차 방정식의 {\displaystyle \textstyle x={\frac {-b\pm {\sqrt {b^{2}-4ac}}}{2a}}}가 대표적이다. 아벨-루피니 정리에 의해 5차 이상의 다항방정식에 대해서는 일반적인 대수적 근의 공식은 존재하지 않는다. 다만, 타원함수 등의 초월함수를 이용하면 5차 이상의 방정식도 근의 공식을 만들 수 있다.

## 어원
페르시아의 수학자 콰리즈미(783~850)의 《약분·소거 계산론》에는 ‘근본’·‘기반’·‘뿌리’ 등을 뜻하는 아랍어 단어인 ‘자드르(جذر)’가 여러 용도로 쓰인다. ‘자드르(جذر)’는 단위면적을 부르는 말로도 썼는데, 예를 들어 특정한 조건을 만족하는 널판지의 단위면적을 구하는 문제는 방정식의 근을 구하는 문제로 치환할 수 있다. 중세 유럽인들이 이 책을 라틴어로 번역하면서 ‘자드르(جذر)’를 ‘뿌리’라는 뜻의 단어 ‘라딕스(radix)’로 번역했다.

## 같이 보기
- 제곱근
- 이차방정식
- 극점